# Metalized
Metalized è il primo album in studio del gruppo musicale heavy metal canadese Sword, pubblicato nel 1986 per la GWR Records.

## Tracce
1. F.T.W. – 3:38
2. Children of Heaven – 2:38
3. Stoned Again – 3:27
4. Dare to Spit – 3:45
5. Reason to Kill – 5:34
6. Outta Control – 3:00
7. The End of the Night – 3:00
8. Runaway – 3:38
9. Where to Hide – 3:42
10. Stuck in Rock – 3:37
11. Evil Spell – 4:12

## Formazione
- Rick Hughes - voce
- Mike Plant - chitarra
- Mike Larock - basso
- Dan Hughes - batteria